# Saint-Martin-de-Coux
Saint-Martin-de-Coux è un comune francese di 414 abitanti situato nel dipartimento della Charente Marittima nella regione della Nuova Aquitania.

## Società

### Evoluzione demografica
Abitanti censiti